# 刀諾鱨
刀諾鱨（學名：Sperata aor），為輻鰭魚綱鯰形目鱨科的其中一種，為熱帶淡水魚類，分布於亞洲巴基斯坦、印度、尼泊爾、孟加拉與緬甸淡水流域，本魚體延長，吻部突出且扁平，體色銀灰色，脂鰭具一黑斑，尾鰭叉形，上下葉延長，體長可達180公分，棲息在底層水域，生活習性不明，可做為食用魚及觀賞魚。觀賞魚界俗稱銀光鴨嘴。

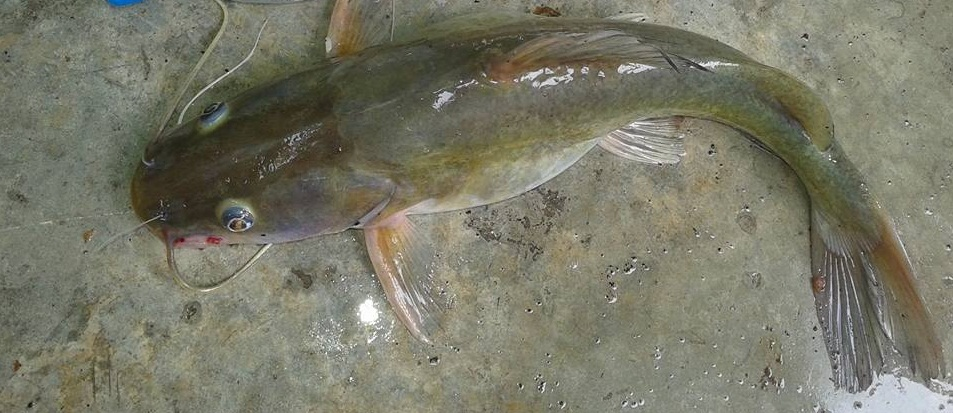
刀諾鱨 of Bangladesh